# Kathleen E. Woodiwiss

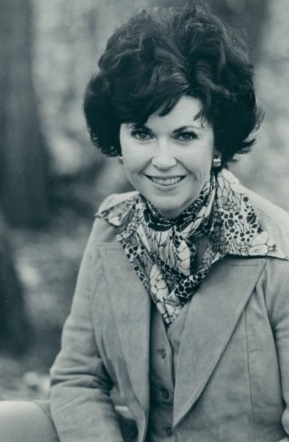
Kathleen E. Woodiwiss

Kathleen Erin Hogg Woodiwiss (ur. 3 czerwca 1939 w Alexandrii w stanie Luizjana, zm. 6 lipca 2007 w Princeton) – amerykańska pisarka i pionierka nowoczesnego romansu historycznego. Naprawdę nazywała się Kathleen Erin Hogg.

## Życie
Swojego męża, porucznika lotnictwa Rossa Woodiwissa, poznała w wieku 16 lat. Jego praca zmusiła ich do przeprowadzki do Japonii, a ostatecznie do Minneapolis. Ross Woodiwiss zmarł w 1996 roku. Autorka przez 35 lat opublikowała 13 powieści. Wszystkie znalazły się na liście bestsellerów „New York Timesa”. W swych książkach opisywała związki kobiet z bohaterami, którzy je ratowali. Lubiła długie fabuły, kontrowersyjne sytuacje i postaci oraz pełne namiętności sceny miłosne. Mimo choroby pisarka zdołała dokończyć swoją ostatnią powieść Everlasting.

## Publikacje
- Kwiat i płomień
- Na zawsze w twoich ramionach
- Popioły na wietrze
- Everlasting

## Nagrody i nominacje
- 1988 – Nagroda Romance Writers of America za osiągnięcia życia.